# Championnat d'Oman de football 2007-2008
Navigation
Saison précédente Saison suivante
La saison 2007-2008 du Championnat d'Oman de football est la trente-deuxième édition de la première division au sultanat d'Oman, l'Oman League. Elle rassemble les douze meilleurs clubs du pays au sein d'une poule unique où ils s'affrontent à deux reprises, à domicile et à l'extérieur. En fin de saison, les deux derniers du classement sont relégués et remplacés par les deux meilleurs clubs de deuxième division tandis que le 10e doit affronter le 3e de D2 en barrage de promotion-relégation.
C'est Al Oruba Sur qui remporte le championnat cette saison après avoir terminé en tête du classement final, avec sept points d'avance sur Dhofar Club et onze sur Al-Khabourah SC. C'est le troisième titre de champion d'Oman de l'histoire du club.

## Clubs participants
| - Sur Club - Bahla Club - Dhofar Club - Oman Club - Promu de D2 - Al Wahda Mascate - Promu de D2 - Al Nasr Salalah | - Mascate FC - Al-Seeb Sports Club - Al Oruba Sur - Al-Khabourah SC - Al-Tali'aa - Al Nahda Club |

## Compétition
Le barème de points servant à établir le classement se décompose ainsi :
- Victoire : 3 points
- Match nul : 1 point
- Défaite : 0 point

### Classement
| Rang | Équipe              | Pts | J  | G  | N  | P  | Bp | Bc | Diff |
| ---- | ------------------- | --- | -- | -- | -- | -- | -- | -- | ---- |
| 1    | Al Oruba Sur        | 45  | 22 | 13 | 6  | 3  | 36 | 16 | +20  |
| 2    | Dhofar Club         | 38  | 22 | 10 | 8  | 4  | 32 | 16 | +16  |
| 3    | Al-Khabourah SC     | 34  | 22 | 9  | 7  | 6  | 29 | 20 | +9   |
| 4    | Al-Seeb Sports Club | 33  | 22 | 8  | 9  | 5  | 25 | 20 | +5   |
| 5    | Al Nasr Salalah     | 33  | 22 | 8  | 9  | 5  | 19 | 19 | 0    |
| 6    | Sur ClubC           | 31  | 22 | 7  | 10 | 5  | 28 | 23 | +5   |
| 7    | Al Nahda ClubT      | 28  | 22 | 7  | 7  | 8  | 20 | 20 | 0    |
| 8    | Mascate FC          | 27  | 22 | 7  | 6  | 9  | 18 | 27 | -9   |
| 9    | Al-Tali'aa          | 26  | 22 | 7  | 5  | 10 | 23 | 26 | -3   |
| 10   | Al Wahda MascateP   | 25  | 22 | 5  | 6  | 11 | 25 | 34 | -9   |
| 11   | Oman ClubP          | 21  | 22 | 5  | 6  | 11 | 27 | 39 | -12  |
| 12   | Bahla Club          | 13  | 22 | 3  | 4  | 15 | 23 | 45 | -22  |

|  | Qualification pour la Coupe de l'AFC 2009                                                                            |
|  | Qualification pour la Coupe de l'AFC 2008                                                                            |
|  | Qualification pour la Ligue des champions arabes de football 2008-2009 et la Coupe du golfe des clubs champions 2008 |
|  | Qualification pour la Coupe du golfe des clubs champions 2008                                                        |
|  | Participation au barrage de promotion-relégation                                                                     |
|  | Relégation directe en deuxième division                                                                              |
|  | T : Tenant du titre C : Vainqueur de la Coupe d'Oman P : Promu de D2                                                 |

### Matchs

#### Barrage de promotion-relégation
| Équipe 1         | Résultat | Équipe 2        |
| ---------------- | -------- | --------------- |
| Al Wahda Mascate | -        | (D2) Sohar Club |

## Bilan de la saison
| Championnat d'Oman de football 2007-2008                        |                         |
| Champion                                                        | Al Oruba Sur (3e titre) |
| Coupes et trophées                                              |                         |
| Vainqueur de la Coupe d'Oman 2007-2008                          | Sur Club                |
| Qualifications continentales                                    |                         |
| Coupe de l'AFC 2009                                             | Al Oruba Sur            |
| Coupe de l'AFC 2008                                             | Sur Club                |
| Ligue des champions arabes de football 2008-2009                | Dhofar Club             |
| Coupe du golfe des clubs champions 2008                         | Dhofar Club             |
| Coupe du golfe des clubs champions 2008                         | Al Nahda Club           |
| Promotions et relégations                                       |                         |
| Promus en Oman League                                           | Sohar Club              |
| Promus en Oman League                                           | Al-Shabab Seeb          |
| Promus en Oman League                                           | Saham Club              |
| Relégués en Championnat d'Oman de football de deuxième division | Oman Club               |
| Relégués en Championnat d'Oman de football de deuxième division | Bahla Club              |
| Relégués en Championnat d'Oman de football de deuxième division | Al Wahda Mascate        |